# 奪命狂呼4
《奪命狂呼4》（英語：Scream 4）是於2011年上映的美國驚悚片電影，为「驚聲尖叫系列」的第四部電影。由衛斯·克萊文執導，由《奪命狂呼》及《驚聲尖叫2》的凱文·威廉森編劇。演員有妮芙·坎貝爾、寇特妮·考克絲、大衛·艾奎特、艾瑪·羅勃茲及海蒂·潘妮迪亞。
最初，該系列只打算推出三部曲，但經過十年的時間，鮑伯·溫斯坦認為本系列需要一個的新開始，並開啟一個新的三部曲。衛斯·克萊文和凱文·威廉森也在這段時間內簽署合約。電影在2010年6月28日至2010年9月24日靠近密西根州的安娜堡開始拍攝。於2011年4月15日在美國上映。續集《驚聲尖叫5》於2022年1月14日在美國上映。
宣傳標語是“新的時代，新的規則，不變的恐懼”。

## 劇情大綱
距離鬼面殺手的最後狙殺已經過了十年，數度逃過死劫卻始終擺脫不掉內心陰霾的席妮（妮芙·坎貝爾 飾），在將自身恐怖經歷付諸文字而成為暢銷作家後，終於一步步展開燦爛的新生，然而噩夢卻在此時再度降臨，面對更加殘暴冷血的殺人手法、更難以預料的真兇動機，席妮與女記者蓋兒、脫線警長杜威將再次聚首，他們必須趕在面具殺人魔找上門前，摸索出已全盤翻新的求生法則，解開新一代鬼面殺手所設下的死亡詭計，共同迎戰這彷彿來自地獄的恐怖詛咒！

## 人物角色
主角
| 演員          | 角色                                      | 備註 |
| 妮芙·坎貝爾   | 席妮·皮斯考克 Sidney Prescott             | 本作主角，一位聰明、足智多謀的女子，在經歷前三作的謀殺案後10年成為了暢銷作家，並回到伍茲伯勒宣傳她關於克服人生創傷的新自傳書，但卻再次成為新兇手鎖定的目標。                                                                                                  |
| 大衛·艾奎特   | 杜懷特·「杜威」·瑞利 Dwight "Dewey" Riley | 伍茲伯勒鎮的新任警長，席妮的舊識，在經歷前三作的謀殺案後與蓋兒結婚，並與她一起回到伍茲伯勒居住，並從副警長升任為警長，嘗試從過去的創傷中恢復，但當小鎮再度發生一系列新的鬼臉謀殺案後則再次展開調查。同時也要挽救著他和蓋兒之間的婚姻危機。                    |
| 寇特妮·考克絲 | 蓋兒·魏德斯-瑞利 Gale Weathers-Riley      | 電台節目“Top Story”的記者，一位雄心勃勃、意志堅強的女子。在經歷前三作的謀殺案後與杜威結婚，並撰寫一系列關於虛構的鬼臉謀殺案的小說，當小鎮再度發生一系列新的鬼臉謀殺案後，她試圖通過調查新的謀殺案來重新振興她的新聞事業，然而卻進一步與杜威的感情產生了分歧。 |

其他角色
| 演員            | 角色                                          | 備註 |
| 艾瑪·羅勃茲     | 吉兒·羅伯茲/鬼面殺手 Jill Roberts / Ghostface | 席妮的表妹，伍茲伯勒高中的學生，是一名有抱負的電影迷。因嫉妒席妮的名聲並渴望成為新的「席妮·皮斯考克」。成為本系列謀殺案的幕後策劃者。 |
| 海蒂·潘妮迪亞   | 可碧·里德 Kirby Reed                          | 伍茲伯勒高中的學生，吉兒的摯友，一位酷炫而古怪的少女，也是恐怖電影的狂熱粉絲。                                                        |
| 安東尼·安德森   | 安東尼·柏金斯 Deputy Anthony Perkins          | 伍茲伯勒警員。 |
| 亞當·布羅迪     | 羅斯·霍斯 Deputy Ross Hoss                    | 伍茲伯勒警員。 |
| 羅伊·克金       | 查理·沃克/鬼面殺手 Charlie Walker / Ghostface | 伍茲伯勒高中的學生，暗戀可碧，也是《刺殺》的頭號粉絲；同樣也是本集的鬼面殺手。                                                        |
| 梅莉·麥當諾     | 凱特·羅伯茲 Kate Roberts                      | 吉兒的母親，席妮的阿姨。 |
| 瑪莉·雪登       | 茱蒂·希克斯 Deputy Judy Hicks                 | 伍茲伯勒的新任副警長，也是席妮的高中同學。                                                                                            |
| 愛麗森·布里     | 蕾貝卡·華特斯 Rebecca Walters                 | 席妮的公關。 |
| 梅莉兒·傑菲     | 奧莉薇亞·莫里斯 Olivia Morris                 | 吉兒的摯友兼鄰居。 |
| 尼柯·托托爾拉   | 崔佛·薛爾頓 Trevor Sheldon                    | 吉兒的前男友。 |
| 埃里克·克諾德森 | 羅比·莫瑟 Robbie Mercer                       | 伍茲伯勒高中的學生，查理的摯友，《刺殺》的頭號粉絲 。                                                                                 |
| 布麗特妮·羅伯森 | 瑪妮·庫柏 Marnie Cooper                       | 伍茲伯勒高中的學生，本作的第一個被害人。                                                                                              |
| 艾米·提賈丹     | 珍妮·蘭道 Jenny Randall                       | 伍茲伯勒高中的學生，本作的第二個被害人。                                                                                              |
| 安娜·派昆       | 安娜·派昆                                     | 《刺殺7》中飾演瑞秋的演員。 |
| 克莉絲汀·貝爾   | 克莉絲汀·貝爾                                 | 《刺殺7》中飾演克洛伊的演員。 |
| 露西·黑爾       | 露西·黑爾                                     | 《刺殺6》中飾演雪莉的演員。 |
| 夏內·格萊姆斯   | 夏內·格萊姆斯                                 | 在《刺殺6》中飾演楚蒂的演員。 |

## 製作
2010年5月，前三部曲的製作人之一凱西·康拉德對溫斯坦影業提出了一項3百萬美元的起訴，聲稱他們違反了書面協議，是關於Cat Entertainment的最先拍所有電影的續集授權。

## 疑惑之處
1. 杜威這個角色在第二集時就因為在第一集受的傷變成有點跛腳，到了第四集卻沒有這個現象。
2. 片中青少年主辦的派對刺拉松（Stabrathon）中播放於第二集開場的戲中戲《刺殺》（Stab），出現不連戲的情況，在蓋兒混進去放攝影機的時候片中才正開始播放《刺殺1》，但一開始的戲中戲卻已經播放到海瑟·葛拉罕客串的角色被追殺然後爆米花起火，但過了幾個鏡頭後蓋兒架設好攝影機之後戲中戲刺殺卻又變成從頭開始時海瑟·葛拉罕洗澡的戲以及剛接到殺手的電話的部分。
3. 可碧被查理用刀刺殺時手卻抓緊著那把刀(其抓緊的位置是刀尖)，然後其疑似被查理用刀插肚並插至重傷，但事實上卻是可碧只有手被割傷卻莫名其妙地捂著肚子，因此這幕的設定完全不符常理，但這幕若能解釋成可碧才是真正的主謀則能解釋可碧的屍體消失及殺害奧莉薇亞的真兇等疑惑了；而到了驚聲尖叫6才正式揭曉可碧的確被刺傷，但沒刺重要害，死裡逃生，且加入第六集的演出。

## 外部連結
- 互联网电影数据库（IMDb）上《奪命狂呼4》的资料（英文）
- Metacritic上《奪命狂呼4》的資料（英文）
- 爛番茄上《奪命狂呼4》的資料（英文）
- AllMovie上《奪命狂呼4》的资料（英文）
- Box Office Mojo上《奪命狂呼4》的資料（英文）